# Episodi di House of Lies (seconda stagione)
La seconda stagione della serie televisiva House of Lies è stata trasmessa sulla rete via cavo statunitense Showtime dal 13 gennaio al 7 aprile 2013.
In Italia, la stagione è andata in onda in prima visione assoluta sul canale satellitare Sky Atlantic dal 16 gennaio al 13 febbraio 2017.
| nº | Titolo originale                               | Titolo italiano            | Prima TV USA     | Prima TV Italia  |
| -- | ---------------------------------------------- | -------------------------- | ---------------- | ---------------- |
| 1  | Stochasticity                                  | Stocasticità               | 13 gennaio 2013  | 16 gennaio 2017  |
| 2  | When Dinosaurs Ruled the Planet                | L'affare casinò            | 20 gennaio 2013  | 16 gennaio 2017  |
| 3  | Man–date                                       | I gemelli Duskin           | 27 gennaio 2013  | 23 gennaio 2017  |
| 4  | Damonschildren.org                             | Damonschildren.org         | 10 febbraio 2013 | 23 gennaio 2017  |
| 5  | Sincerity is an Easy Disguise in This Business | Il sito di appuntamenti    | 17 febbraio 2013 | 30 gennaio 2017  |
| 6  | Family Values                                  | Valori familiari           | 24 febbraio 2013 | 30 gennaio 2017  |
| 7  | The Runner Stumbles                            | Il corridore inciampa      | 3 marzo 2013     | 6 febbraio 2017  |
| 8  | Wonders of the World                           | Meraviglie del mondo       | 10 marzo 2013    | 6 febbraio 2017  |
| 9  | Liability                                      | Responsabilità             | 17 marzo 2013    | 6 febbraio 2017  |
| 10 | All In                                         | Strategia d'uscita         | 24 marzo 2013    | 13 febbraio 2017 |
| 11 | Hostile Takeover                               | Acquisizione ostile        | 31 marzo 2013    | 13 febbraio 2017 |
| 12 | Til Death Do Us Part                           | Finché morte non ci separi | 7 aprile 2013    | 13 febbraio 2017 |